# Maronius difficilis
Maronius difficilis es una especie de coleóptero de la familia Cantharidae.

## Distribución geográfica
Habita en Brasil.